# 수락산
수락산(水落山)은 대한민국 서울특별시 노원구 상계동, 경기도 의정부시, 남양주시 별내면(別內面)의 경계에 있는 한국의 화강암 산으로 높이는 638m이고 서울과 의정부간의 국도를 사이에 두고 서쪽에 자리잡은 북한산(北漢山, 837m), 도봉산(道峰山, 739.5m)과 함께 서울의 북쪽 경계를 이룬다. 거대한 화강암 암벽이 노출되어 있다. 바위산으로 1977년 7월 9일에 공원으로 지정되었는데 둘레의 전체 면적은 6,692,795m2이다.

## 전설
내원암 일대 계곡에 바위가 벽을 둘러치고 있어 물이 떨어지는 모양이 아름답다하여 수락산(水落山)이라 하였다는 설과 골짜기 물이 맑아 금류, 은류, 옥류라 하는 폭포를 이루어 떨어지는 모습을 간직하고 있는 자태에서 이름이 붙여졌다는 이야기가 전해진다. 산봉우리 형상이 목이 떨어져 나간 모습(首落)이라 하여 붙여진 한자 표기로 고개를 숙이고 있거나, 골짜기 물이 맑아 금류(金流)·은류(銀流)·옥류(玉流)라 하는 폭포를 이루어 떨어지는 산의 자태에서 이름이 유래된 것으로 보인다.
또다른 설화에 따르면 옛날에 한 사냥꾼이 지금의 수락산에서 수락이라는 아들을 데리고 호랑이 사냥에 나서던 도중에 하늘에서 내리던 큰 비를 피하기 위해 큰 바위 밑에서 잠들어 있다가 아버지와 함께 잠자고 있던 아들이 호랑이에게 물리는 참변을 당했고, 아버지는 아들을 찾아 산 속을 헤매던 도중에 바위 아래로 떨어져 죽었다고 한다. 그 뒤로 비가 올 때마다 산 속에서 "수락아! 수락아!"하는 소리가 들려 수락산이 되었다는 이야기가 전한다.
『산경표』에는 '한북정맥에 속한 산'으로 수록되어 있다. 『여지도서』 보유편에서는 "둔야면에 있는데 포천 축석령에서 남쪽으로 뻗어 나온다."는 기록이 보이고 있고 『신증동국여지승람』에는 "불암산 서북쪽에 있다."고 기록되어 있다.

## 지질
수락산은 지질학적으로 중생대 쥐라기의 대보 화강암으로 구성된 화강암 산이다. 수락산 일대의 화강암은 대보 화강암 서울 화강암에 속하며 이 화강암은 사패산, 도봉산, 북한산 지역으로 이어진다.

## 위치
수락산은 도심과 가깝고 산행하기에 알맞은 높이(637m)로 찾기 쉬운 산이다. 대부분 돌산으로 화강암의 암벽이 노출되어 있지만 산세는 험하지 않다. 동쪽의 금류동·은선동·옥류동의 세 폭포가 있어 등산객이 많다. 봄에는 불암산과 잇닿은 쪽의 능선에 철쭉이 만발해져 수락계곡과 노원골 일대 11km 산책로는 삼림욕이 적격이다.

## 교통
서쪽 사면에 쌍암사(雙巖寺)·석림사(石林寺), 남쪽 사면에 계림암(鷄林庵)·흥국사(興國寺), 동쪽 사면에 내원암(內院庵) 등이 있고, 이 암자의 뒤에는 고려시대 이전의 것으로 추정되는 높이 2m의 석조미륵입상(石造彌勒立像)이 있다. 수락산은 산이 낮고 계곡이 짧으나 조망이 좋으며, 의정부나 창동에서 등산할 수 있으며 능선은 등산로로 이용되고 있다.
- 수도권 전철 4호선 불암산역
- 서울 지하철 7호선 장암역, 수락산역

## 같이 보기
- 불암산
- 한국의 산
- 서울의 산 목록
- 서울특별시의 지질
- 한국의 화강암